# Hochschule für Wirtschafts- und Sozialwissenschaften Nürnberg
Die Hochschule für Wirtschafts- und Sozialwissenschaften Nürnberg wurde 1918 gegründet und ging 1961 als „Wirtschafts- und Sozialwissenschaftliche Fakultät“ in der Friedrich-Alexander-Universität Erlangen-Nürnberg auf. 2007 wurde sie als „Fachbereich Wirtschaftswissenschaften“ Teil der Rechts- und Wirtschaftswissenschaftlichen Fakultät. Seit 2019 führt sie wieder die Bezeichnung „Fachbereich Wirtschafts- und Sozialwissenschaften“.

## Ursprünge und Ausgangssituation
Die geistigen Ursprünge der Nürnberger Handelshochschule und damit der Hochschule für Wirtschafts- und Sozialwissenschaften Nürnberg reichen bis zur Nürnbergischen Universität Altdorf zurück, die 1575 in Altdorf bei Nürnberg als Akademie eröffnet und 1622 zur Universität erhoben wurde. Einer der Gründe, die Universität im Nürnberger Land zu gründen, waren die dort liegenden Herrensitze und Schlösser der Nürnberger Patrizier wie zum Beispiel Schloss Grünsberg in der Nähe von Altdorf. An der Universität studierten unter anderem der Philosoph Gottfried Wilhelm Leibniz und der späteren Feldherr Albrecht von Wallenstein. Nach der Eingliederung Nürnbergs in das Königreich Bayern im Jahr 1806 wurde die Universität Altdorf 1809 aufgelöst. Einzige Universität im protestantischen Teil Frankens blieb danach die 1743 gegründete Universität Erlangen.

## Gründung

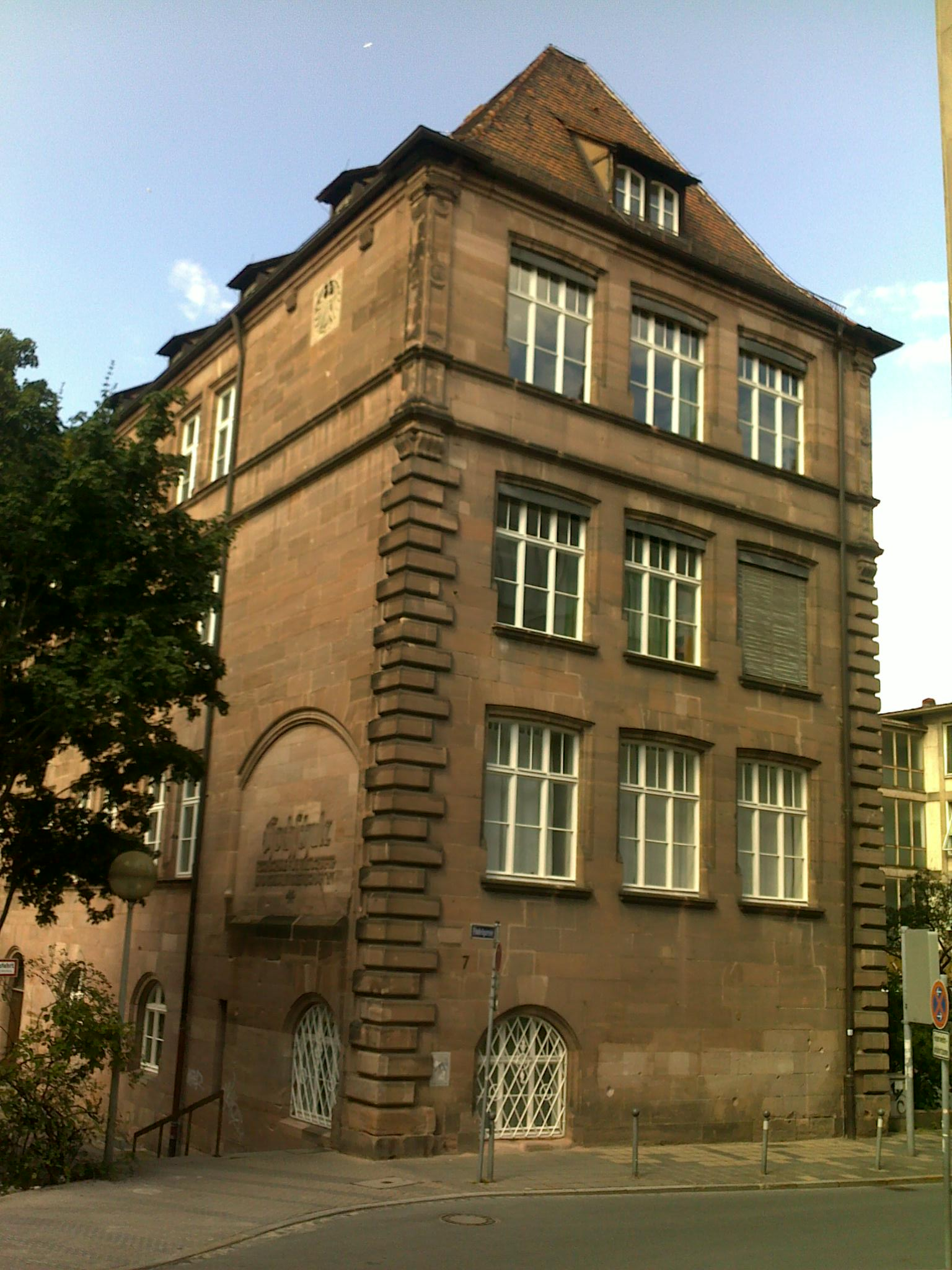
Gebäude der ehemaligen Handelshochschule

Erst 1918 wurde wieder eine Hochschule in Nürnberg gegründet. Nach dem Scheitern der Pläne für eine Technische Hochschule mit einer angegliederten handelswissenschaftlichen Fakultät wurde 1907 der Gedanke der Gründung eine Handelshochschule wiederaufgenommen. Die Gründung der praxisorientierten Hochschule durch die Stadt Nürnberg erfolgte am 26. oder 27. Mai 1918 unter dem Namen „Freie Hochschule für Handel, Industrie und allgemeine Volksbildung“ in Form einer Stiftung. Zu diesem Zeitpunkt gab es bereits sieben gleichartige Institutionen in Deutschland, deren Entwicklung in Nürnberg intensiv verfolgt wurde. Am 15. Oktober 1919 wurde der Lehrbetrieb mit 174 Studenten und sechs Studentinnen in einer ehemaligen Volksschule in der Findelgasse 7 aufgenommen, unter den Studierenden des ersten Tages war auch der gebürtige Fürther und spätere "Vater der sozialen Marktwirtschaft" Ludwig Erhard. Seine Matrikelnummer 9 lässt nicht ableiten, dass er als neunter Studierender immatrikuliert wurde, vielmehr wurden am ersten Einschreibungstag die Studierenden nachträglich nach Namen sortiert und alphabetisch nummeriert. 1920 stimmte der Nürnberger Stadtrat zu und die Handelshochschule wurde ministeriell genehmigt.

## Zeit der Weimarer Republik
Ab 1923 verringert sich das Stiftungskapital der Handelsschule durch die grassierende Hyperinflation beträchtlich, durch städtische Finanzmittel konnte der Betrieb aber stabilisiert und die akademischen Strukturen verfestigt werden, unter anderem durch die Ablösung der freien Dozierenden durch festangestellte Professoren. 1925 erfolgte die Gleichstellung mit anderen Hochschulen. Zugleich wurde der Name in „Handelshochschule, Hochschule für Wirtschafts- und Sozialwissenschaften, Nürnberg“ geändert und die Schule erhält eine Rektorats- und Senatsverfassung. An ihr begründeten Wilhelm Rieger und Wilhelm Vershofen die „Nürnberger Schule“, die durch das damals einmalige Konzept der Einheit von Wirtschafts- und Sozialwissenschaften bekannt wurde. Besonders der Ökonom, Schriftsteller und Politiker Vershofen betont die Notwendigkeit einer ganzheitlichen Ausbildung für moderne Kaufleute, die neben dem betriebs- und volkswirtschaftlichen Wissen auch Kenntnisse in Wirtschaftsgeschichte, Soziologie, Philosophie, Ethik und Psychologie umfassen müsse, um das gesamte Wirtschaftssystem begreifen und verantwortungsvoll lenken zu können. Die Betonung der wirtschaftsethischen Dimension des kaufmännischen Handelns wird unter anderem durch den „Eid des Ehrbaren Kaufmanns“ verdeutlicht, der von den Absolventen vor der Überreichung der Urkunden abgelegt wurde. 1930 erhielt die Hochschule das Promotionsrecht, ab 1931 das Recht der Habilitation für Wirtschafts- und Sozialwissenschaften. Zu einem der nachhaltigsten Erfolge der Nürnberger Professoren gehörte 1934 die Gründung der späteren Gesellschaft für Konsumforschung (GfK) in Nürnberg. Zu den Absolventen der Handelshochschule zählt Ludwig Erhard, der spätere Bundeswirtschaftsminister und Bundeskanzler, der an der Hochschule studierte, forschte und lehrte.

## Hindenburg-Hochschule: Die Hochschule in der Zeit des Nationalsozialismus
Im Jahre 1933 erfolgte durch den Rektor Sven Helander und den Prorektor Georg von Ebert die ideologisch-programmatische Umbenennung der „Hochschule für Wirtschafts- und Sozialwissenschaften“ in „Hindenburg-Hochschule“.
Eine Neuausrichtung des Lehrplans auf die NS-Ideologie wurde maßgeblich durch Ritter von Ebert vorangetrieben und mindestens zwei Professoren aus der aktiven Lehre entfernt.
Unter anderem gab sich die Hochschule eine neue Verfassung, nationalsozialistisch geprägte Vortragsreihen und gründete eine Abteilung für Spielzeug (was sich mit der Anbindung an das Nürnberger Spielzeughandwerk erklären lässt).
Ab Juni 1933 wurde die Absetzung des ehemaligen Rektors, Vertrauenslehrers und Dozenten für deutsche Geschichte Hans Proesler vorangetrieben,
der ab Juli 1933 bis auf Weiteres beurlaubt wird, als Begründung dient seine Mitgliedschaft in der SPD. Er kann erst 1945 als Ordinarius für Geschichte und Soziologie an seine Arbeitsstelle zurückkehren. Im Februar 1934 wird der jüdische Dozent für Betriebswirtschaftslehre Alfred Isaac in den vorläufigen Ruhestand versetzt.
Die Entfernung aus dem Staatsdienst wird durch den Einspruch verhindert, dass Isaac im Ersten Weltkrieg als Frontkämpfer tätig und dadurch nach NS-Recht vor Suspendierung geschützt war; im September 1937 flieht er nach Istanbul und entzieht sich so weiteren Restriktionen und der auch nach der Flucht weitergetriebener Verfolgung durch den NS-Staatsapparat. Er kehrt 1952 als Ordinarius für Betriebswirtschaftslehre an die Hochschule zurück.

## Nach dem Zweiten Weltkrieg
Nach dem Zweiten Weltkrieg blieben der Hochschule auf Grund der Entnazifizierung des Lehrkörpers von über 30 Dozenten nur drei aus der Zeit vor Kriegsende erhalten. Die 1933 und 1934 aus dem Lehrkörper entfernten Weimarer Professoren Hans Proesler und Wilhelm Vershofen erhielten in der Folge ihre Professuren zurück. Der Wiederaufbau des zerstörten Kollegienhauses in der Findelgasse 7 war 1952 abgeschlossen, die Trümmerbeseitigung nach der weitgehenden Zerstörung des historistischen Gebäudes im Zweiten Weltkrieg wurde unter anderem von Studierenden im Rahmen von eigens eingerichteten Seminaren realisiert. Wegen der steigenden Studentenzahlen wurde bis 1955 ein Erweiterungsbau in der Findelgasse 9 errichtet.
Der Soziologe Karl Valentin Müller, der bereits in den 1920er Jahren als Mitarbeiter am Archiv für Rassen- und Gesellschaftstheorie wirkt, nach dem Zweiten Weltkrieg aber im Zuge der Entnazifizierungsprozesse überprüft und freigesprochen wird, holte insgesamt zweimal zwischen dem Wintersemester 1959/60 und dem Sommersemester 1962 für jeweils ein Semester den Statistiker Richard Korherr als Lehrbeauftragten an seinen Lehrstuhl, der dafür benötigte Lebenslauf Korherrs war in Teilen verfälscht. Korherr war im NS-Staat Leiter der Statistischen Abteilung im SS-Hauptamt und 1943 mit seinem sog. Korherr-Bericht an Heinrich Himmler einer der Statistiker des Holocaust (damals als Endlösung der Judenfrage bezeichnet). Die Anstellung wurde am 10. August 1962 von der Leipziger Universitätszeitung in einem ganzseitigen Bericht aufgedeckt. Universitätsinterne Dokumente belegen als Reaktion einen Verwaltungsakt gegen Müller, der die Anstellung Korherrs problematisierte, jedoch verstarb Müller 1963 vor dem Abschluss des Ordnungsverfahrens, das er davor über mehrere Monate durch Stellungnahmen und Einsprüche hinauszögerte. Korherr wurde nach Bekanntwerden seiner Rolle im NS-Staat von der Universität gekündigt.

## Eingliederung in die Erlanger Universität und weitere Entwicklung

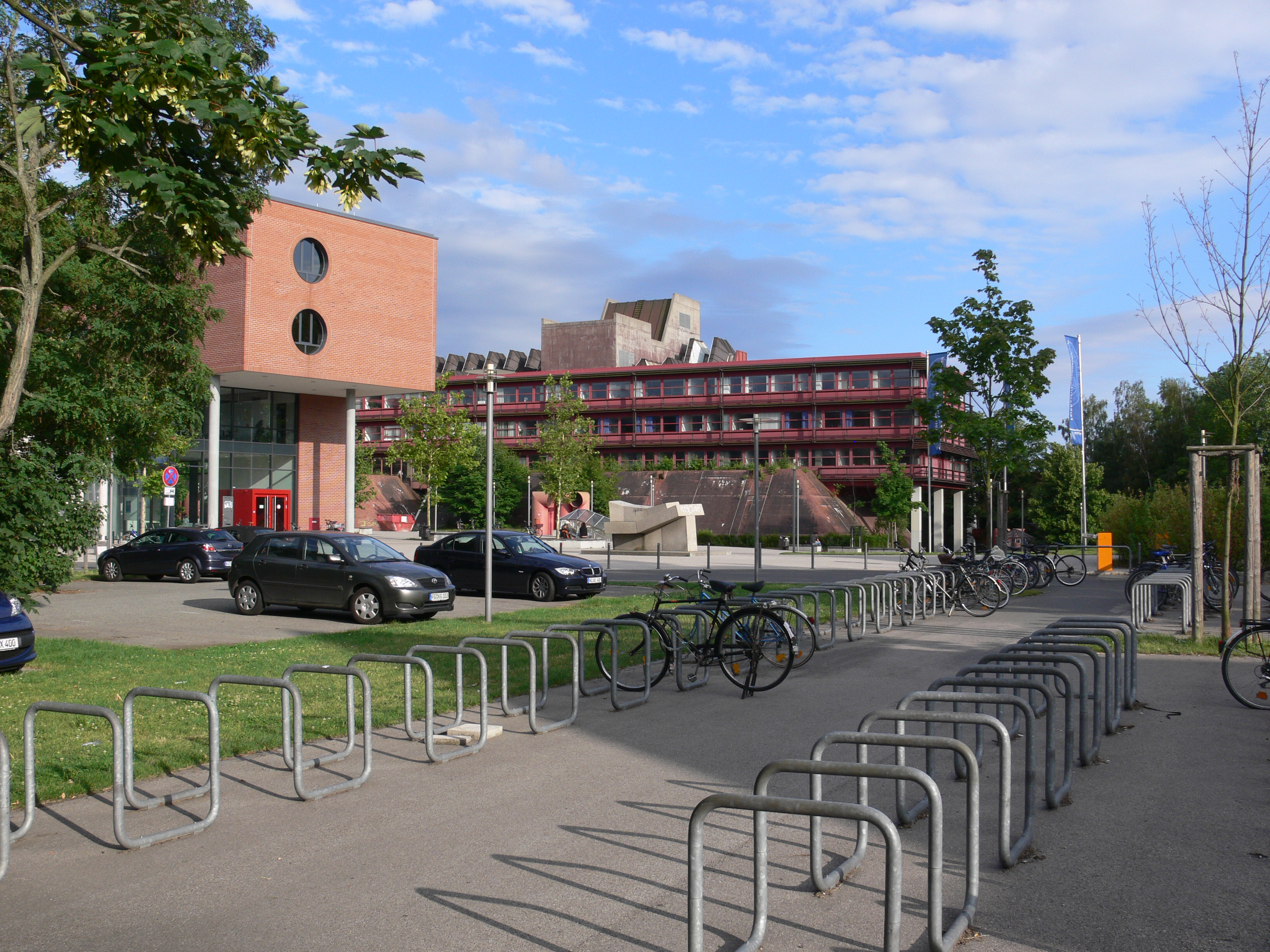
Campus der WiSo in Nürnberg

Nach der Unterzeichnung eines Vertrags zwischen dem Freistaat Bayern und der Stadt Nürnberg am 23. Dezember 1960 wurde die Nürnberger Hochschule durch Ministerialerlaß vom 13. April 1961 rückwirkend zum 1. Januar 1961 als „Wirtschafts- und Sozialwissenschaftliche Fakultät“ (WiSo-Fakultät) in die Universität Erlangen eingegliedert, die aus diesem Anlass in „Friedrich-Alexander-Universität Erlangen-Nürnberg“ umbenannt wurde. Die wirtschafts- und sozialwissenschaftlichen Lehrstühle des Staatswissenschaftlichen Seminars an der Philosophischen Fakultät der Universität Erlangen wurden teilweise an die neue WiSo-Fakultät verlegt.
1966 wurde das DFG-finanzierte Institut für Sozialforschung (SFZ) eröffnet, für dessen Leitung Gerhard Wurzbacher von Kiel nach Nürnberg geholt wurde. Das Institut bestand bis Ende 2005, als es nach der Emeritierung seines letzten Direktors Manfred Stosberg geschlossen wurde.
Seit den 1970er Jahren wuchs die Fakultät stetig, so dass 1977 ein Neubau in der Langen Gasse 20 eingeweiht wurde (vormals Tuchersches Gartenanwesen und ab 1890 Sitz der Tucher Brauerei). Die Fakultät zeichnete sich weiterhin durch die Einheit der Wirtschafts- und Sozialwissenschaften aus, die bereits an der Handelshochschule gepflegt wurde. Seit den 1980er Jahren ist die WiSo im Bereich Wirtschaftsinformatik führend. 1997/98 wurde der erste deutsche Studiengang „Internationale BWL“ eingeführt, 2000 der internationale Masterstudiengang International Business, 2004 der MBA-Weiterbildungsstudiengang Business Management. Im Jahr 2007 wurde die Fakultät mit der in Erlangen angesiedelten Rechtswissenschaftlichen Fakultät zur Rechts- und Wirtschaftswissenschaftlichen Fakultät vereinigt.